# Bilyi Bars
Hockey Klub Bilyi Bars Bila Tserkva (ukrainska: ХК Білий Барс Бiла Церква), eller hel kort Bilyi Bars,  är en ishockeyklubb från Bila Tserkva, Ukraina.

## Historik
Klubben bildades år 2007 i Brovary, men flyttade år 2008 till Bila Tserkva, och spelade i Ukrainska mästerskapet i ishockey, Ukrainas högsta-liga i ishockey, från och med säsongen 2007/2008 fram till och med säsongen 2013/2014. Inför säsongen 2015/2016 återanslöt laget till den ukrainska ligan igen.